# 위 정백 (6대)
위 정백(衛 靖伯)은 서주 시기 위나라의 제6대 군주이다.
| 전 임 아버지 첩백 | 제6대 위나라의 군주 | 후 임 아들 정백 |